# Ammáni citadella
Az  ammáni citadella a jordán főváros egykori fellegvára, amely a Dzsabal Kala (جبل القلعة) domb tetején állt egykoron. Ma már csak a romjai láthatók.

## Története
A mai Ammán közepén álló domb már az újkőkorszakban lakott hely volt, majd a bronzkorban, nagyjából az időszámítás előtti 1800-as években megerősítették. Az L alakú hegytető történetére számos egykori, a területet elfoglaló jelentős civilizáció – köztük az asszírok, a babilóniaiak, a Ptolemaida-dinasztia – hatással volt, de ma már csak a római és a korai iszlám kor közötti időszakból származó romok láthatók rajta.
A megerősített falak mögötti területen semmi nem maradt épen, római, keresztény és muzulmán templomok, sírok, épületek romjai, szobrok töredékei láthatók ma. A citadellában működik a jordán régészeti múzeum.
1961-ben jelentős felfedezésre került sor. A citadella egyik ormán héber írásos feliratra bukkantak. A feliratot egy kihalt ókori, ún. ammoni nyelven írták, amely a Bibliában is gyakran szereplő ammonita népcsoport nyelve volt és igen közeli rokonságban állt a héber nyelvvel.

## Jelentősebb romok
- Hercules-templom –  Egykori római szentély, amelyet 162 és 166 között, Geminius Marcianus kormányzósága alatt építették. A tervek szerint nagyobb lett volna bármely akkori római templomnál.[2]
- Bizánci bazilika – A templom az 5-6. századból származik, egyetlen hajóját két oszlopsor határolta. Ma az oszlopok töredékei és az apszis részben helyreállított félköríves fala látható.[3]
- Kormányzói palota és mecset – Az épületeket az omajjádok időszakában emelték, a 8. században. A palota kupolája modern kiegészítés. A palotához tartozó mecsetből csak több oszloptöredék és egy faldarab maradt fenn.[4]
- Ciszterna – A kör alakú tározó átmérője 16 méter, mélysége 5 méter, nagyjából ezer köbméter víz befogadására alkalmas. A ciszternát esővíz táplálta.[5]

## Galéria

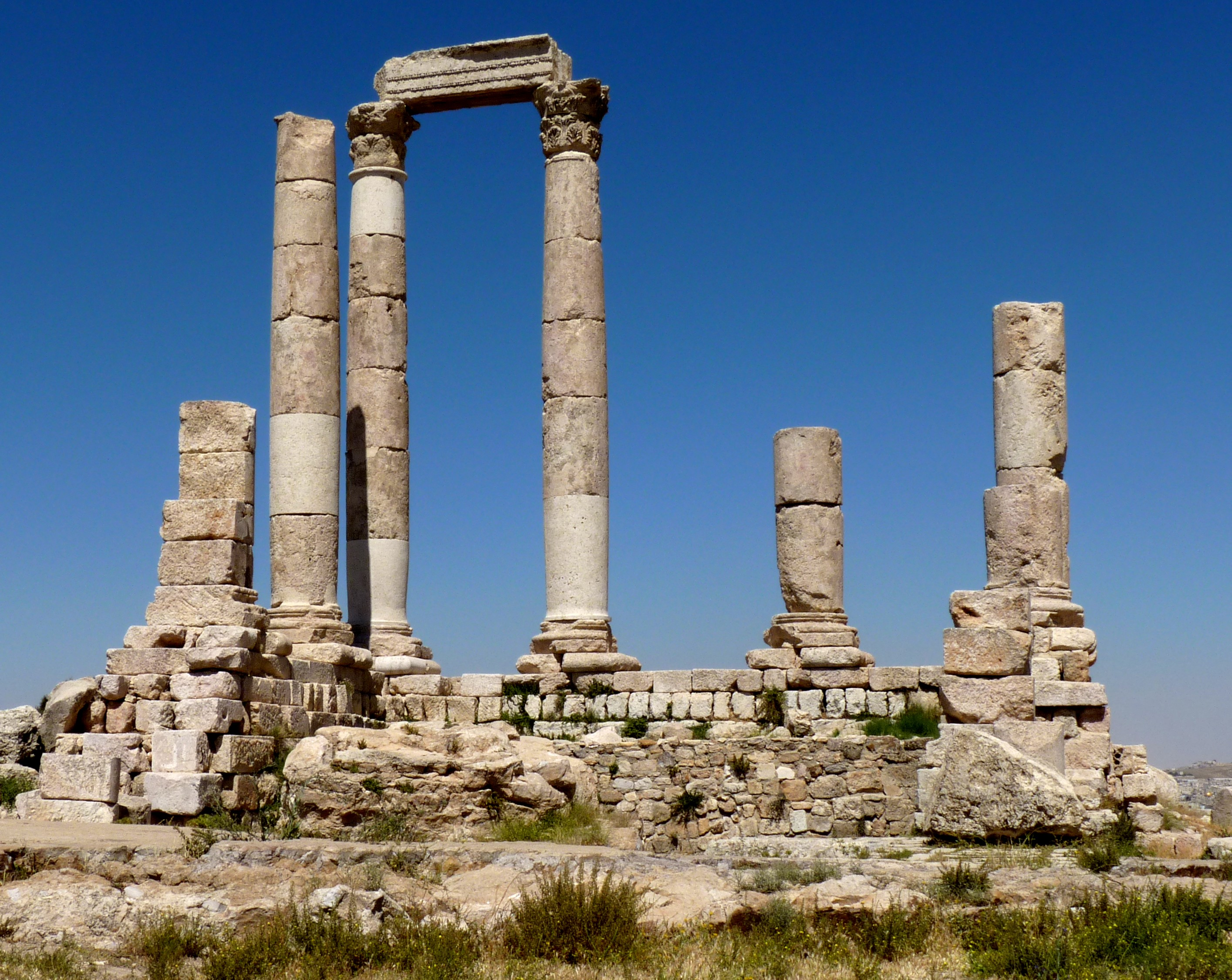
A Herkules-templom
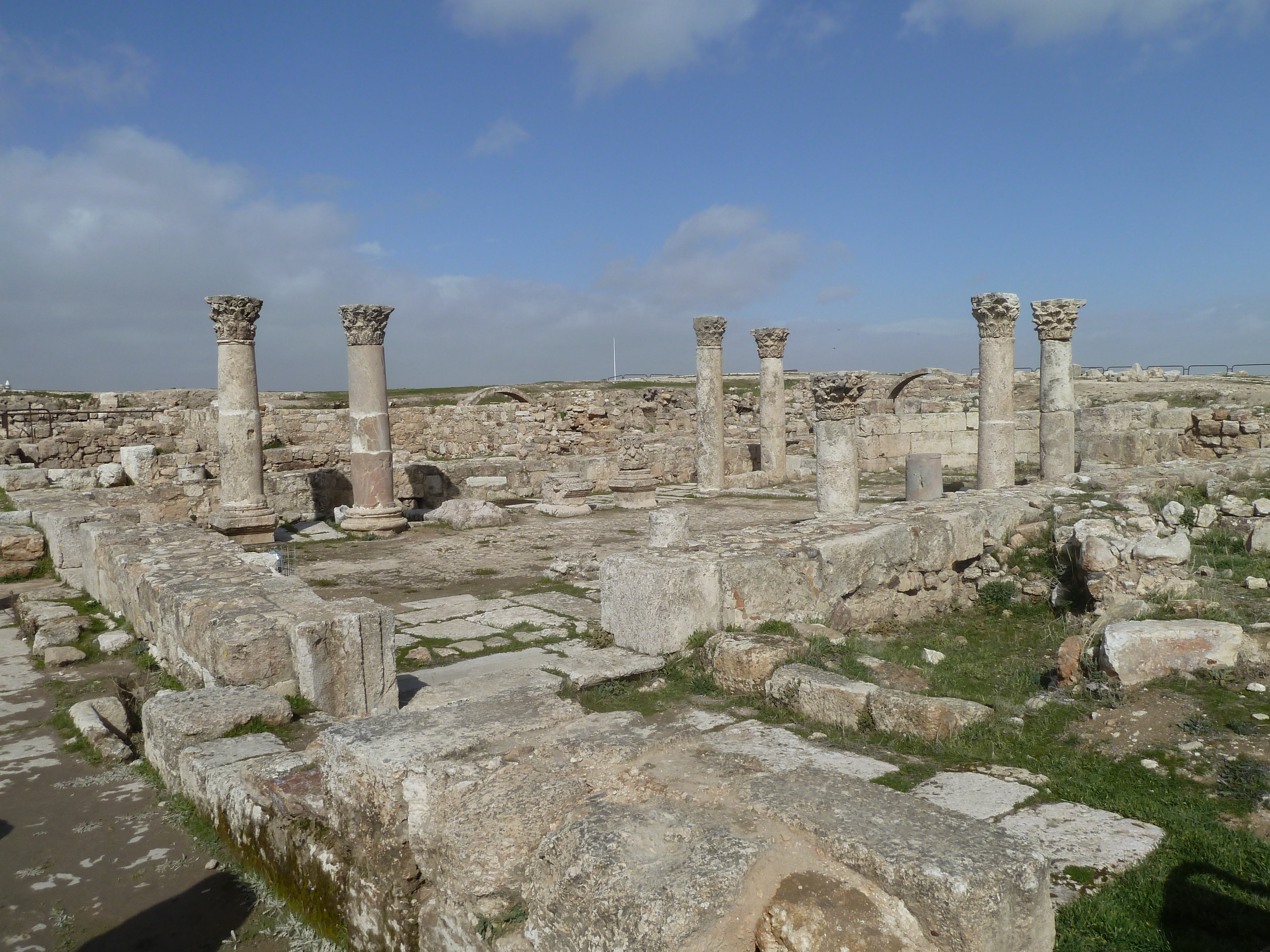
A bazilika maradványai
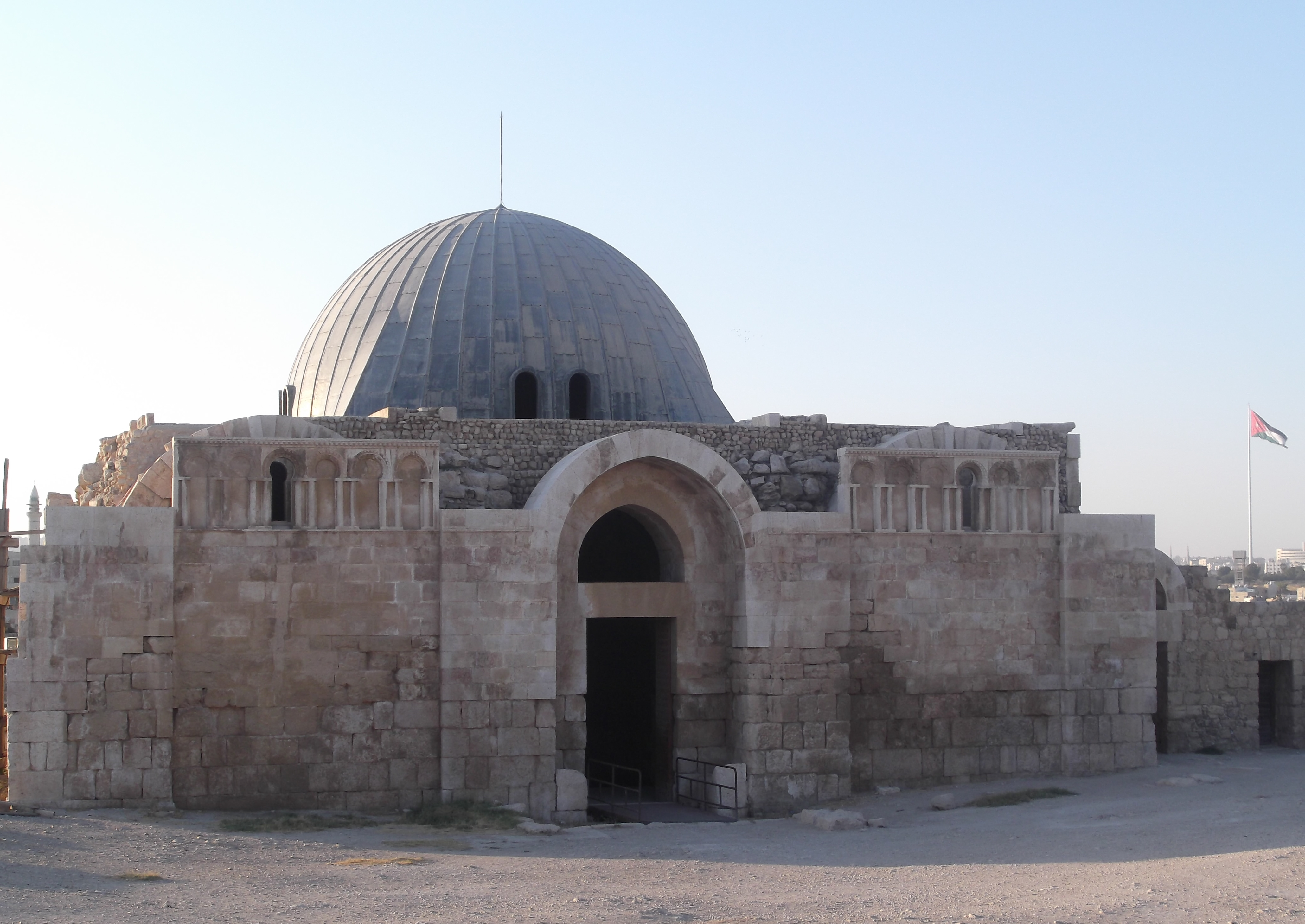
A kormányzói palota
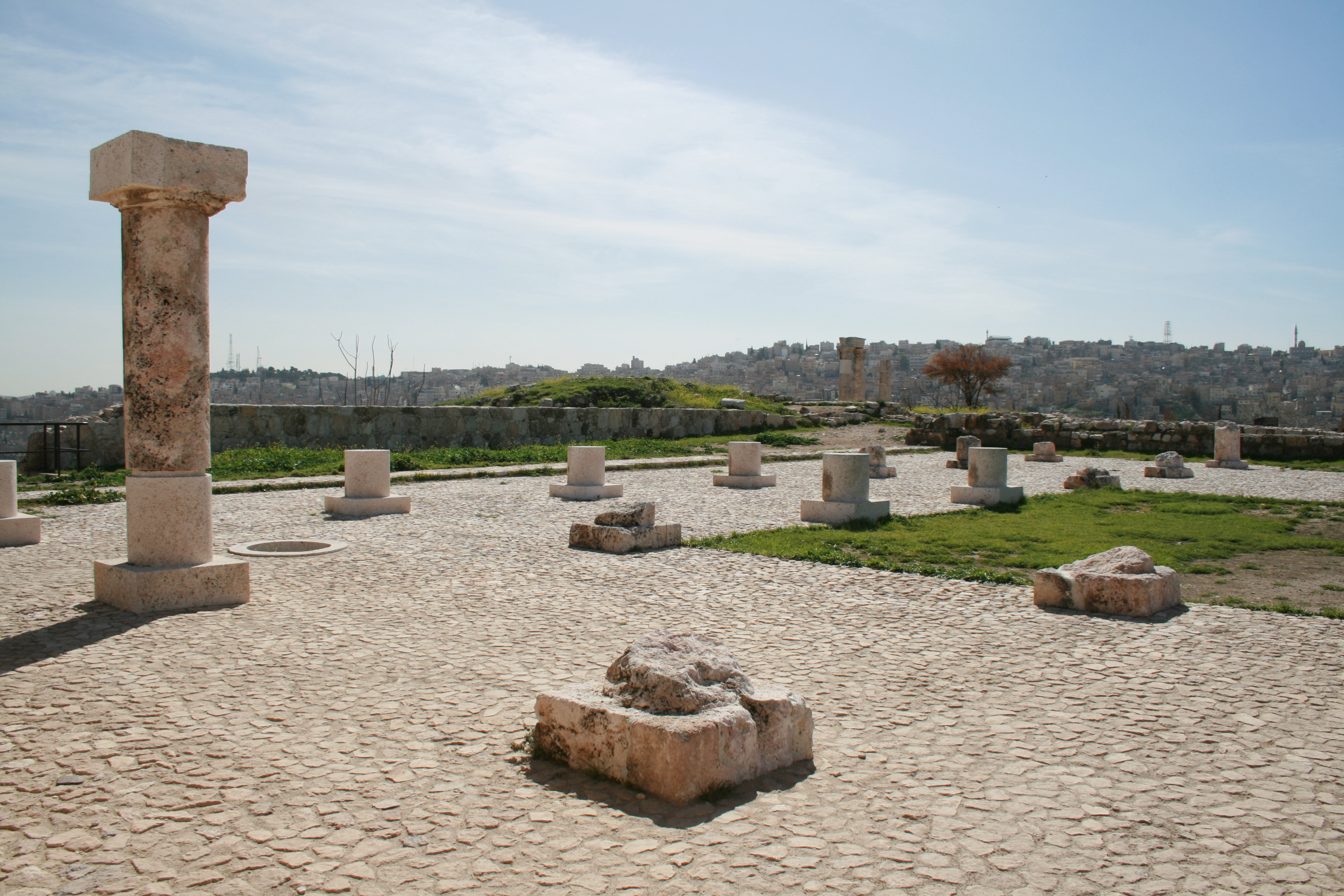
Az egykori mecset
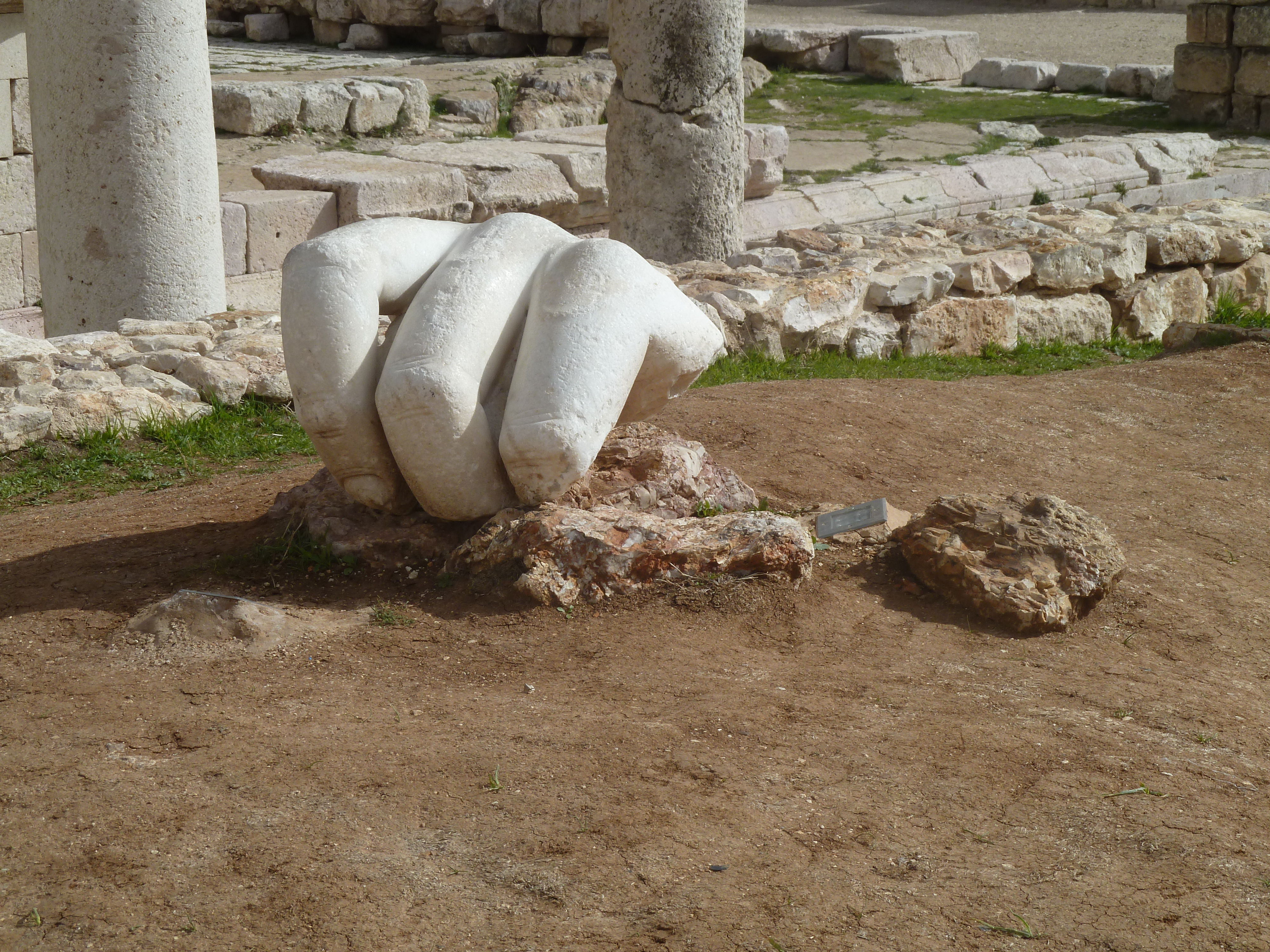
Szobortöredék